# Sainte-Croix-en-Plaine
Sainte-Croix-en-Plaine é uma comuna francesa na região administrativa de Grande Leste, no departamento Alto Reno. Estende-se por uma área de 25,61 km². Em 2010 a comuna tinha 3 068 habitantes (densidade: 119,8 hab./km²).
Havia três aldeias en torno de Sainte-Croix-en-Plaine: Woffenhein, Dintzhein e Blienschweiller, que desaparecerem completamente.

## ligação externa
- www.saintecroixenplaine.fr (em francês)